# Les Ecasseys

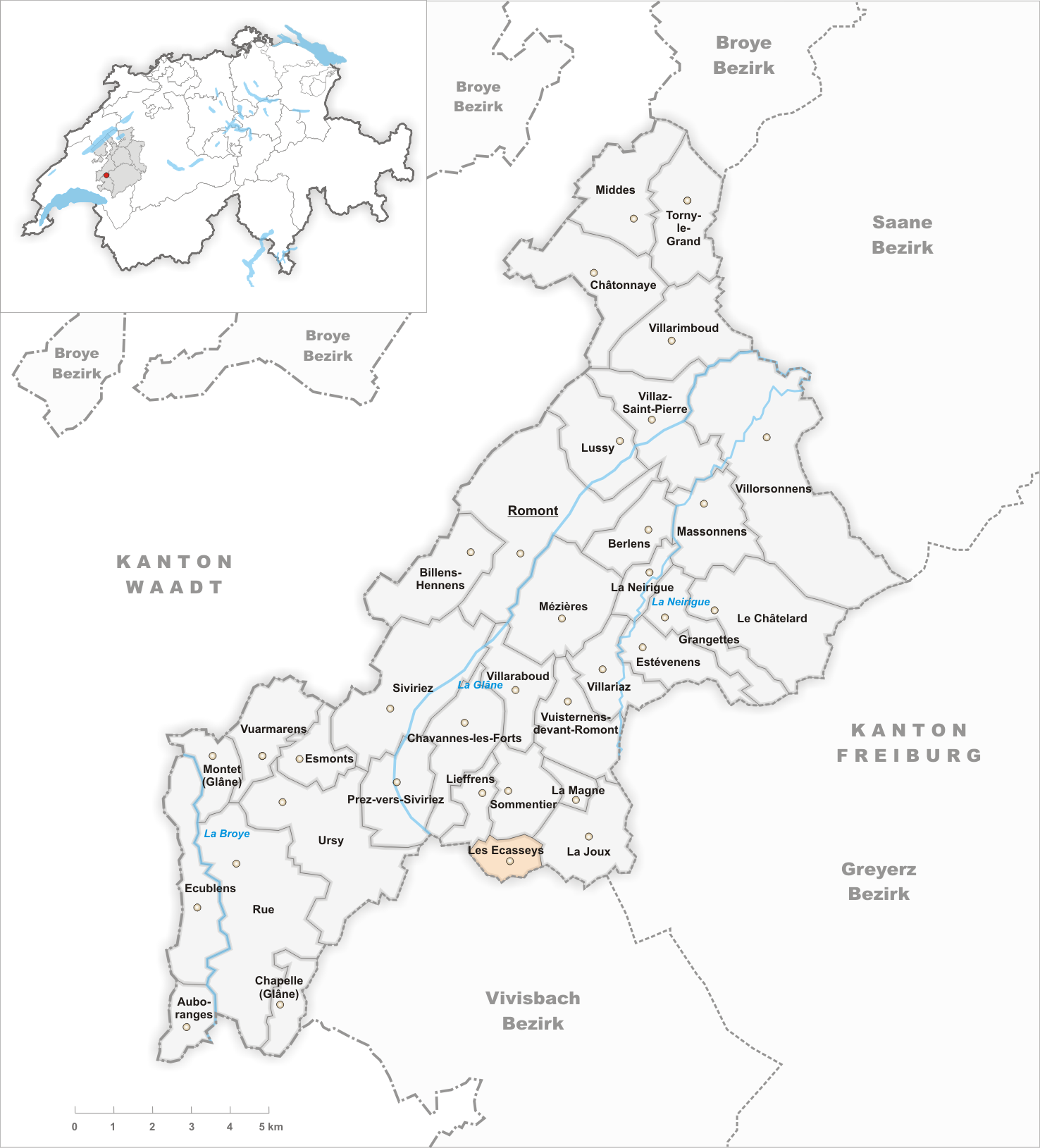
Gemeindestand vor der Fusion am 1. Januar 2003

Les Ecasseys ist eine Ortschaft und früher selbständige politische Gemeinde im Distrikt Glâne des Kantons Freiburg in der Schweiz. Am 1. Januar 2003 wurde Les Ecasseys zusammen mit einer Reihe weiterer Gemeinden nach Vuisternens-devant-Romont eingemeindet.

## Geographie
Les Ecasseys liegt auf 915 m ü. M., vier Kilometer südsüdwestlich von Vuisternens-devant-Romont und neun Kilometer südlich des Bezirkshauptortes Romont (Luftlinie). Die Streusiedlung erstreckt sich an einem Südhang südlich der Waldhöhe Bois du Chaney, über der Talniederung des Flon (rechter Seitenbach der Broye), im Molassehügelland des höheren Freiburger Mittellandes. Die ehemalige Gemeindefläche betrug rund 1,6 km². Das Gebiet erstreckte sich von der Moorniederung im Quellbereich des Flon nordwärts über den Hang von Les Ecasseys bis an den Rand des Bois du Chaney.

## Bevölkerung
Mit 51 Einwohnern (2002) zählte Les Ecasseys vor der Fusion zu den kleinsten Gemeinden des Kantons Freiburg. Im Jahr 1880 hatte die Gemeinde noch 92 Einwohner.
Einwohnerzahlen: Volkszählungsdaten

## Wirtschaft
Les Ecasseys lebt noch heute von der Landwirtschaft, insbesondere von der Milchwirtschaft (für die Käseproduktion) und der Viehzucht. Im Moorgebiet des Flon wurde früher Torf gestochen.

## Verkehr
Der Ort liegt abseits der grösseren Durchgangsstrassen an einer Verbindungsstrasse von Bouloz nach La Joux. Durch die Buslinie der Transports publics Fribourgeois, die von Romont via La Joux nach La Verrerie verkehrt, ist Les Ecasseys an das Netz des öffentlichen Verkehrs angebunden.

## Geschichte
Die erste urkundliche Erwähnung des Ortes erfolgte 1427 unter dem Namen es Escace; später wurde die Siedlung auch La Ville du Bois ès Ecasseys genannt. Seit seiner ersten Nennung gehörte der Ort zur Herrschaft Rue, die unter der Oberhoheit der Grafen von Savoyen stand. Als die Berner 1536 das Waadtland eroberten, kam Les Ecasseys unter die Herrschaft von Freiburg und wurde der Vogtei Rue zugeordnet. Seit dem 17. Jahrhundert war ein grosser Teil des Gemeindegebietes im Besitz der Freiburger Familie Lamberger, die hier einen Hof bewirtschaftete. Nach dem Franzoseneinfall im März 1798 und dem folgenden Zusammenbruch des Ancien Régime gehörte das Dorf während der Helvetik und der darauf folgenden Zeit zum Bezirk Rue und wurde 1848 in den Bezirk Glâne eingegliedert. Kirchlich gehört Les Ecasseys zu Le Crêt.
Im Rahmen der vom Kanton Freiburg seit 2000 geförderten Gemeindefusionen wurde Les Ecasseys zusammen mit Lieffrens, Sommentier, La Magne, La Joux, Villariaz und Estévenens mit Wirkung auf den 1. Januar 2003 nach Vuisternens-devant-Romont eingemeindet.